# How Mine FC
Der How Mine FC ist ein simbabwischer Fußballverein aus Bulawayo.
Der How Mine FC wurde 1978 gegründet. Der Verein stieg erstmals 2013 in die Zimbabwe Premier Soccer League auf. In der Premierensaison gelang der siebte Platz. Da mehrere Vereine ihre Spiellizenz verloren oder auf eine Teilnahme verzichteten, qualifizierte sich der Verein für den CAF Confederation Cup. Dort schafften sie den Sprung bis in die zweite Runde, scheiterte da aber knapp an Bayelsa United aus Nigeria. Von den Fans wird der Verein Chikurupati genannt.

## Statistik in den CAF-Wettbewerben
| Wettbewerb                 | Runde    | Gegner                 | Hinspiel | Rückspiel |
| -------------------------- | -------- | ---------------------- | -------- | --------- |
| CAF Confederation Cup 2014 | Vorrunde | Chuoni SC              | 4:0 (H)  | 2:1 (A)   |
| CAF Confederation Cup 2014 | 1. Runde | Saint Michel United FC | 5:1 (H)  | 1:3 (A)   |
| CAF Confederation Cup 2014 | 2. Runde | Bayelsa United         | 2:1 (H)  | 0:2 (A)   |